# Atlantic Standard Time
De Atlantische Standaard Tijd Zone (AST) is een geografische regio waarvan de tijd vier uur achter loopt op óf Coordinated Universal Time (UTC) óf Greenwich Mean Time (GMT), resulterende in UTC−4 of GMT−4.  De tijdklok in deze zone is gebaseerd op de zogenaamde 'mean solar time' op de zestigste graad ten westen van het Greenwich Observatorium.

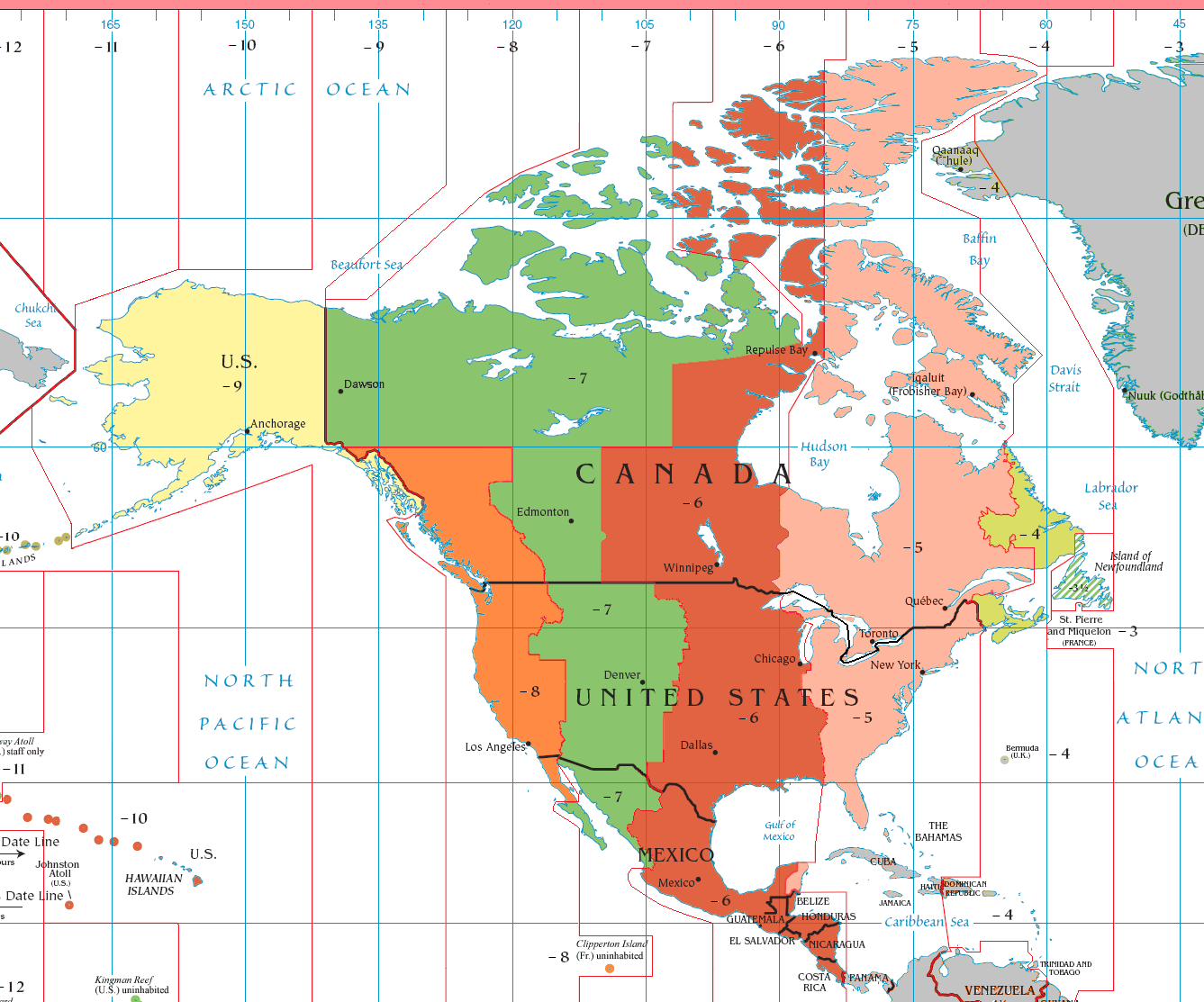
AST is UTC−4

In Canada, hanteert de provincie New Brunswick de plaatselijke tijd als vier uur eerder dan Greenwich Mean time (GMT−4). Prince Edward Island en een klein deel van Québec (oostelijke Côte-Nord en de Magdalena-eilanden) behoren ook tot de Atlantische Standaard Tijd Zone.  Officieel gebruiken Newfoundland en Labrador de Newfoundland Standard Time, echter in praktijk gebruikt het leeuwendeel van Labrador de Atlantische Standaard Tijd Zone.
De overige delen in de wereld welke in deze tijdzone zitten zijn Bermuda, veel Caraïbische eilanden, waaronder Puerto Rico, de Maagdeneilanden en enkele Zuid-Amerikaans landen zoals Paraguay, Chili, Bolivia, en delen van Brazilië. Venezuela gebruikte AST tot 9 december 2007, daarna ging men over op UTC−4:30.
Tijdens zomertijd wordt AST in sommige landen vervangen door Atlantic Daylight Time (ADT), drie uur eerder dan GMT (UTC−3).